# The Last in Line
The last in Line è il secondo album del gruppo musicale heavy metal Dio, uscito nel 1984 per l'etichetta discografica Mercury Records.

## Tracce
1. We Rock – 4:33 –  (Dio)
2. The Last in Line – 5:46 –  (Dio, Vivian Campbell, Jimmy Bain)
3. Breathless –  (Dio, Campbell) – 4:09
4. I Speed at Night – 3:26 –  (Dio, Campbell, Bain, Vinny Appice)
5. One Night in the City – 5:14 –  (Dio, Campbell, Bain, Appice)
6. Evil Eyes – 3:38 –  (Dio)
7. Mystery – 3:55 –  (Dio, Bain)
8. Eat Your Heart Out – 4:02 –  (Dio, Campbell, Bain, Appice)
9. Egypt (The Chains Are On) – 7:01 –  (Dio, Campbell, Bain, Appice)

## Formazione
- Ronnie James Dio - voce
- Vivian Campbell - chitarra
- Jimmy Bain - basso
- Claude Schnell - tastiere
- Vinny Appice - batteria

## Setlist per il tour '84
1. Stand Up and Shout
2. One Night in the City
3. Don't Talk to Strangers
4. Mystery
5. Egypt (The Chains Are On)
6. Holy Diver
7. Drum Solo: V. Appice
8. Heaven And Hell
9. Guitar Solo: V. Campbell
10. Heaven and Hell (Reprise)
11. The Last in Line
12. Rainbow In The Dark
13. The Man On The Silver Mountain
14. Long Live Rock 'N' Roll
15. We Rock
16. The Mob Rules

## Classifiche
| Classifica (2021) | Posizione massima |
| ----------------- | ----------------- |
| Grecia            | 37                |